# カジワラタクト
カジワラ タクト（1986年10月26日 - ）は、日本の俳優、脚本家、演出家。
東京都出身。エヴァーグリーン・エンタテイメント所属。Hi!sun.（ハイサン）主宰。

## 主な経歴
2009年 小川絵梨子演出、舞台「僕の東京日記」で主役を演じ舞台デビュー。
2011年 - 2013年まで劇団居酒屋ベースボールに所属し、その間全ての作品にメインキャストで出演。
劇団卒業後、映像作品を中心に活動の幅を広げる。主な出演作に、
映画、瀬々敬久監督「64-ロクヨン- 前編/後編」や行定勲監督「ピンクとグレー」　ドラマ、WOWOW「平成猿蟹合戦図」、TBS日曜劇場「ナポレオンの村」などがある。
2018年「Hi!sun.」ハイサンを旗揚げし、メンバーであり主宰。全公演の作、演出を担当し自身も出演している。
2019年には芳本美代子35周年記念公演「秋声のリフレイン」の脚本、演出を担当。

## 脚本・演出
- 2017.3 86project 第一回公演「春ノオト」 作・演出
- 2017.8 86project プロデュース公演「シーサイドオレンジ」 作・演出
- 2017.12 86project 第二回公演「ブルームーンクリスマス」
- 2018.3 Hi!sun.公演「Un Lucky」 作・演出 2018.3 旗揚げ公演「候鳥の羽」 作・演出
- 2018.7 Hi!sun.第二回本公演「となりのとむらい」 作・演出
- 2018.11 Hi!sun.第三回本公演「吾ガタメノ子守唄」 作・演出
- 2018.12 Hi!sun.第四回本公演「ホーンテッドハウスへ、ようこそ!」作・演出
- 2019.5 Hi!sun.第六作目本公演「飼いならされた、世界の中で」作・演出
- 2019.10 芳本美代子３5周年記念公演「秋声のリフレイン」作・演出
- 2019.12　Hi!sun.第七作目「炎天のサンタクロース」作・演出・出演

## 出演
【舞台】
- 2009.9 小川絵梨子演出「僕の東京日記」主演 原田満男役
- 2011 - 2013 年 劇団居酒屋ベースボール作品
- 2012.8 高橋いさを作・演出「八月のシャハラザード」
- 2018 -  Hi!sun.全作品
- 2018.5 劇団モンキー☆チョップ「13階段」

【ドラマ】
- 2015.7 TBS 日曜劇場「ナポレオンの村」鷹山空役(レギュラー)
- 2015.1 テレビ朝日「DOCTORS3~最強の名医~」第2話 武藤役
- 2014.11 WOWOW 連続ドラマW『平成猿蟹合戦図』橋本健太役(レギュラー)
- 2014.6 テレビ朝日「事件救命医~IMATの奇跡 2~」加藤直樹役
- 2022.10 読売テレビ「Sister」亀井裕太役(レギュラー)[1]

【映画】
- 2016.5 瀬々敬久監督「64-ロクヨン-」前編、後編 本田役
- 2016.1 行定勲監督「ピンクとグレー」 助監督役
- 2014.3 星野和成監督「チームバチスタ FINAL ケルベロスの肖像」
- 2013.7 新井健市監督「おっさん☆スケボー」若い男役

【CM】
- 2014 ラジオCM「日本郵政グループ」ナレーション